# سد ماشکید علیا
سد ماشکید علیا، در کنار روستای کهن کهور ، بخش مرکزی شهرستان مهرستان استان سیستان و بلوچستان قرار دارد. یک سد خاکی با هسته رسی بر روی رودخانه فصلی ماشکید است ظرفیت ذخیره‌سازی آب این سد ۶۷ میلیون متر مکعب است و با هدف اصلی ذخیره‌سازی آب سیلاب فصلی و تأمین سالانه ۴ میلیون مترمکعب آب شرب و کشاورزی شهرستان سیب و سوران و مهرستان ساخته شده‌است.
این سد آب شرب مصرفی شهرهای مهرستان، سیب سوران، هیدوچ و روستاهای پائین دست آن احداث شده‌است. آب سد ماشکید با خط لوله‌ای به طول ۵۸ کیلومتر به شهر سوران، خط دیگری به طول ۴ کیلومتر ب شهر مهرستان و خط دیگری به طول ۵٫۲۶ کیلومتر به شهر هیدوچ منتقل می‌شود.

## طبیعت دریاچه سد
دریاچه سد ماشکید علیا به دلیل مساحت بالای دریاچه، شرایط آب و هوایی مناسب منطقه و کثرت تعداد جزیره داخل آن به یکی از زیستگاه‌های پرندگان مهاجر آبزی و غیر آبزی تبدیل شده است.

برخورداری از چشم‌اندازهای طبیعی و بکر، دریاچه این سد از مقاصد تفریحی در منطقه کرده است و فعالیت‌هایی چون قایق‌رانی، ماهیگیری و طبیعت گردی در منطقه راجی است. فاصله آن تا مرکز شهر مهرستان ۳۰ کیلومتر است.

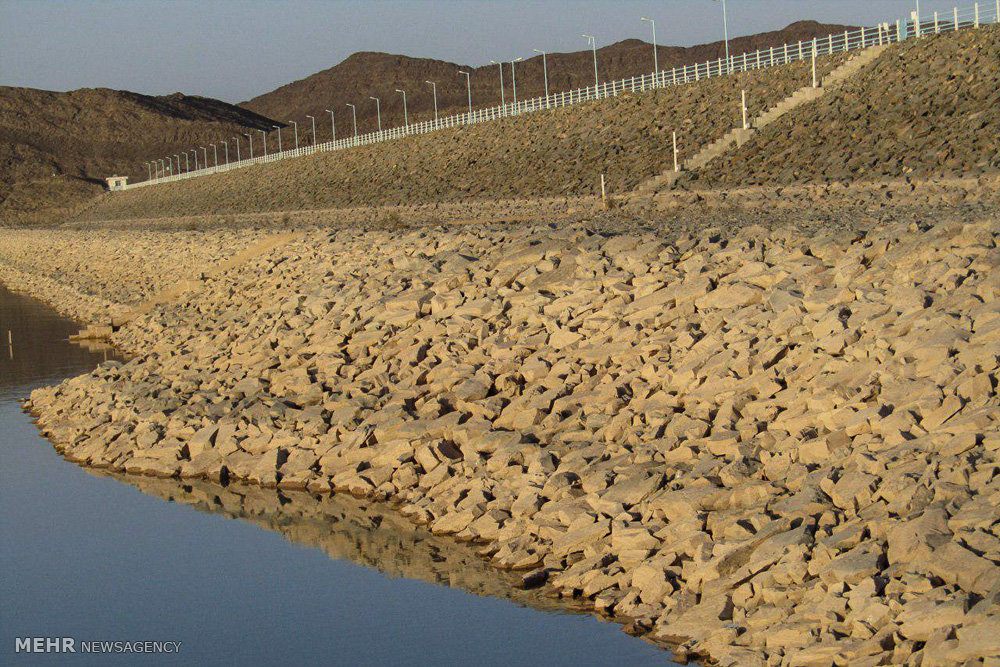
دیواره سد در خشکسالی
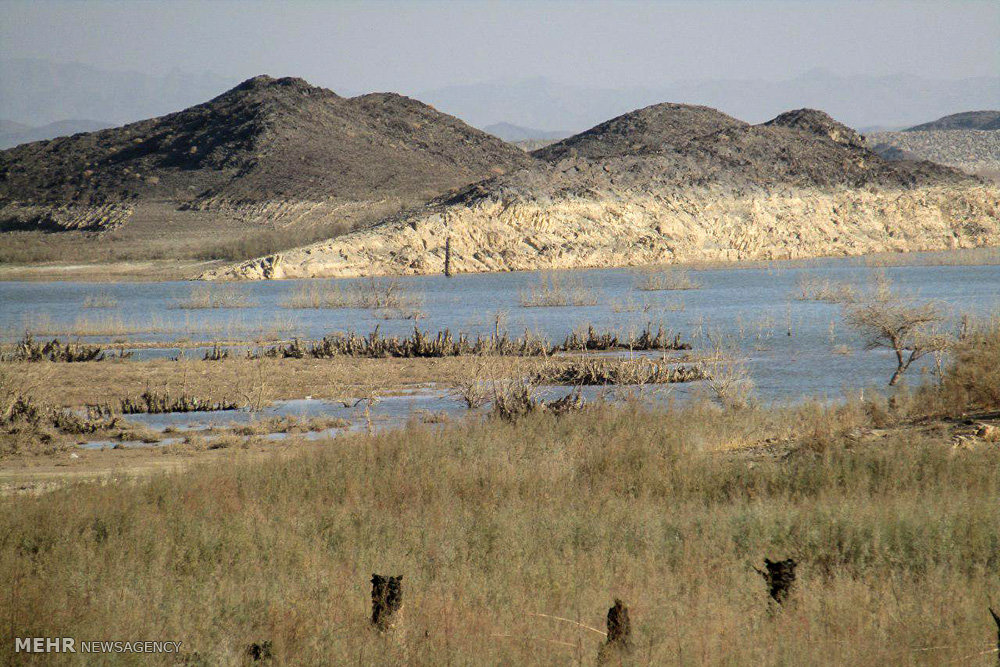
گیاهان کف دریاچه سد
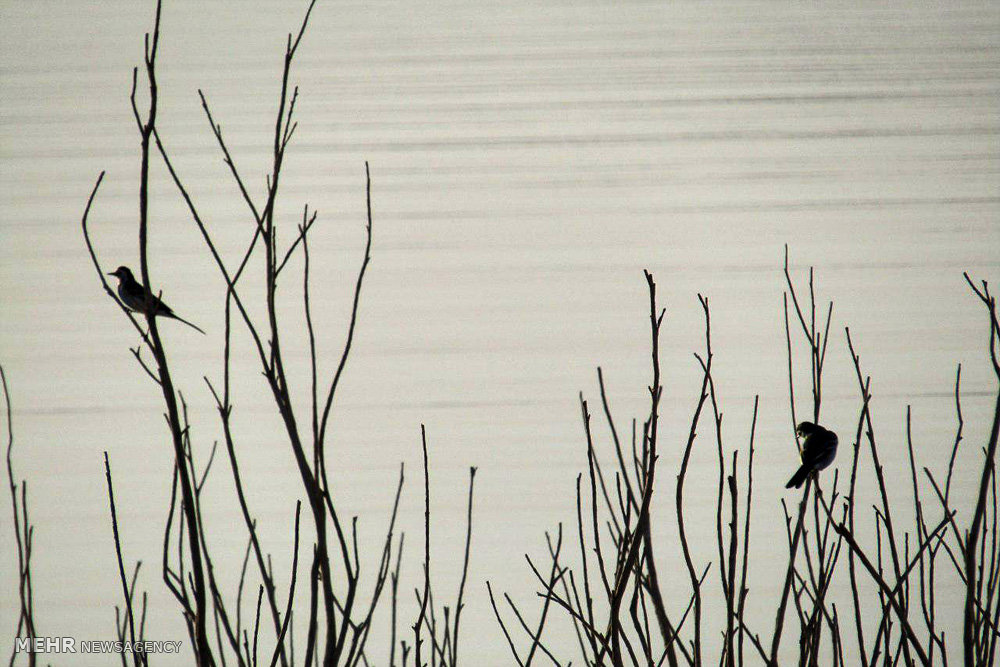
رویش گیاهان در دریاچه و جذب پرندگان به منطقه
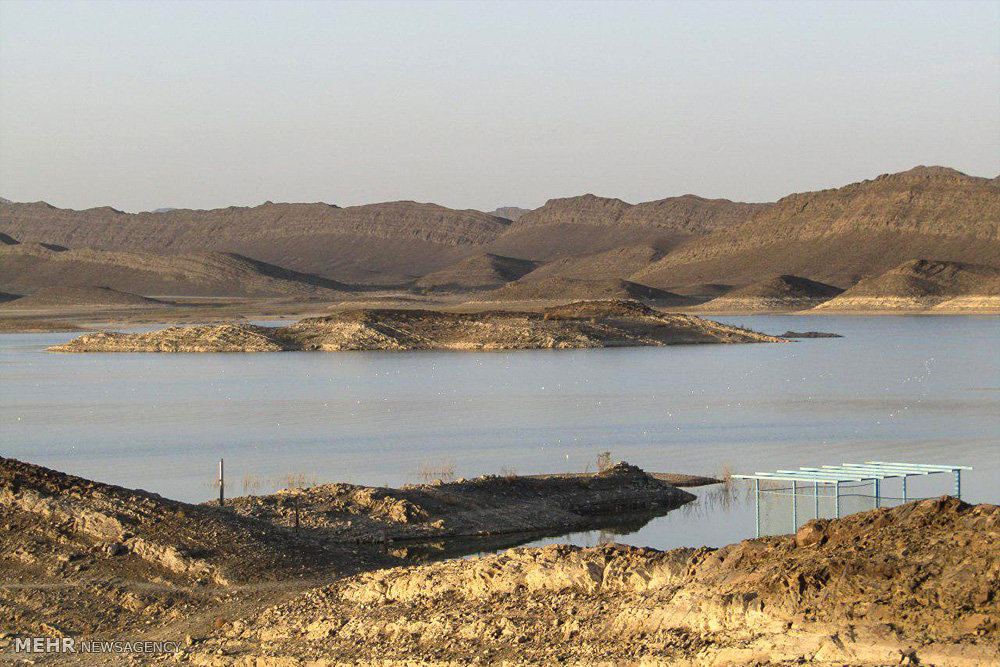
دریاچه سد ماشکید علیا
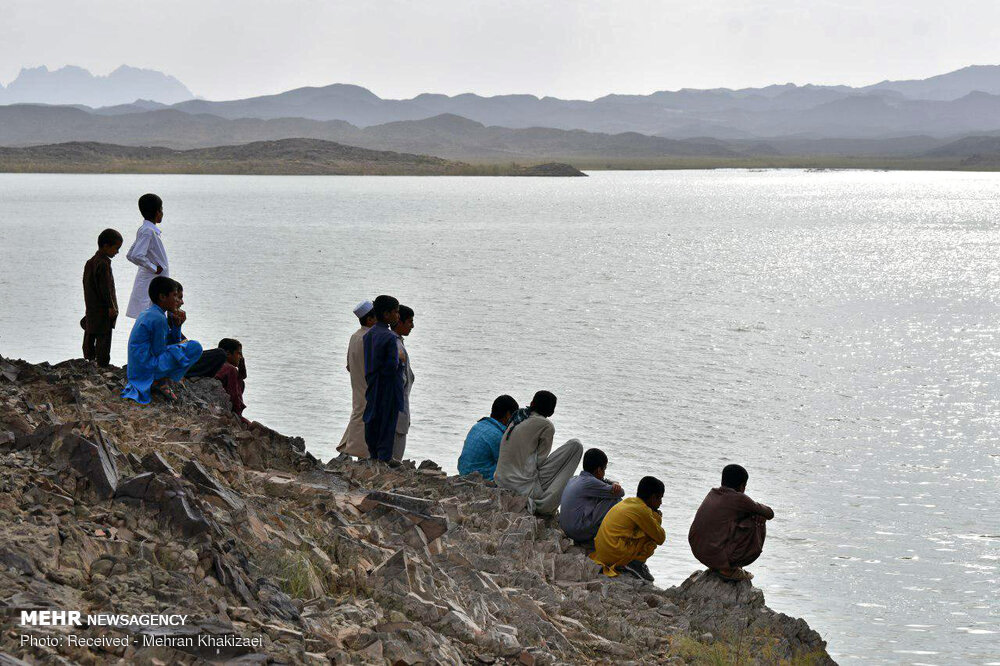
جشنواره ماهیگیری، کوهنوردی و بادبادکها در حاشیه سد
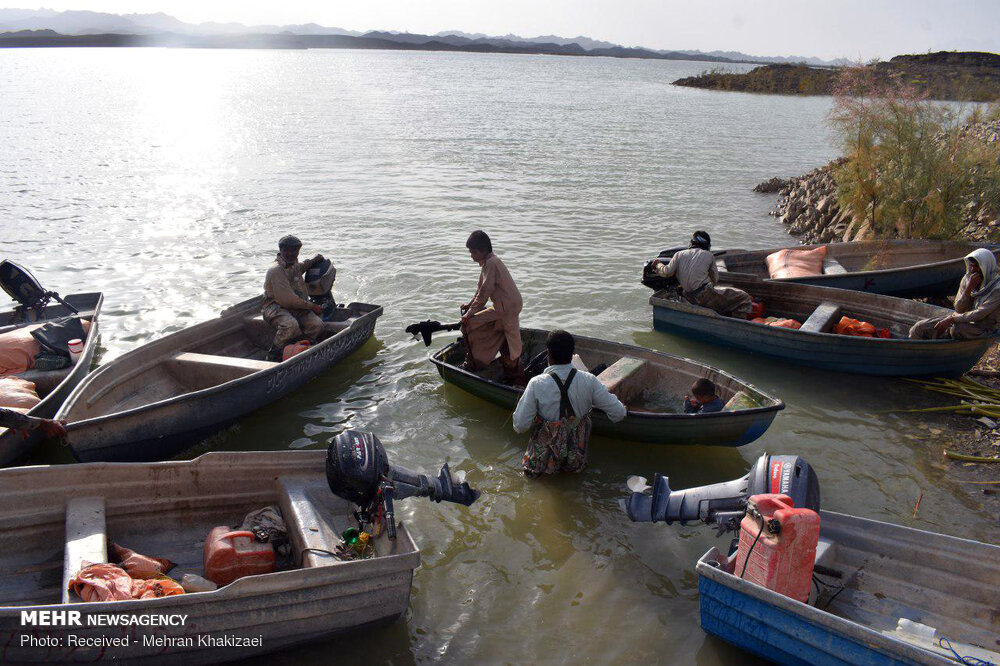
جشنواره ماهیگیری در حاشیه سد
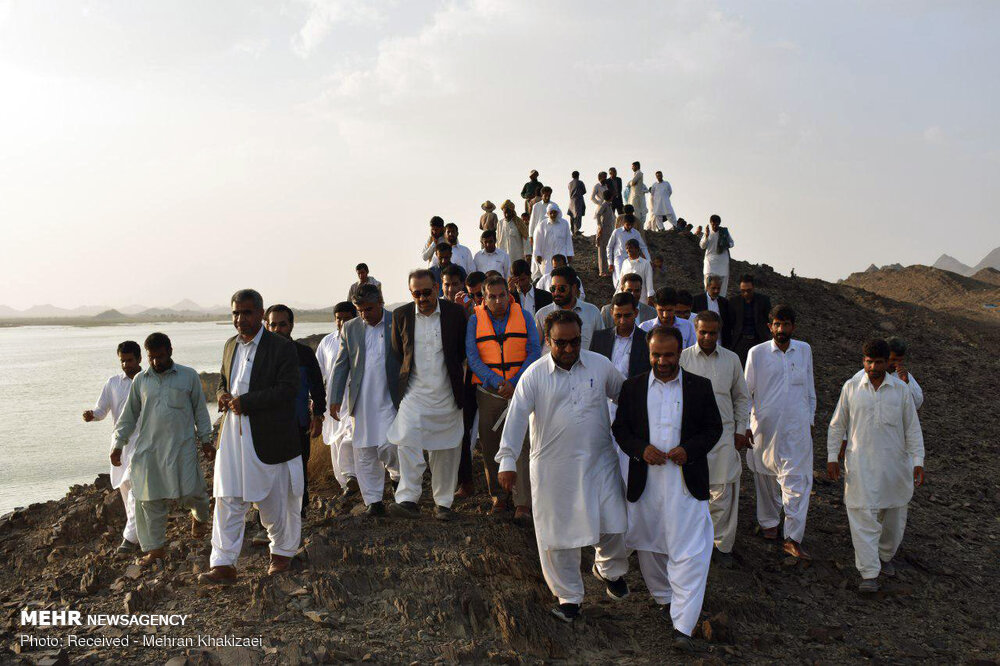
جشنواره ماهیگیری، کوهنوردی و بادبادکها در حاشیه سد
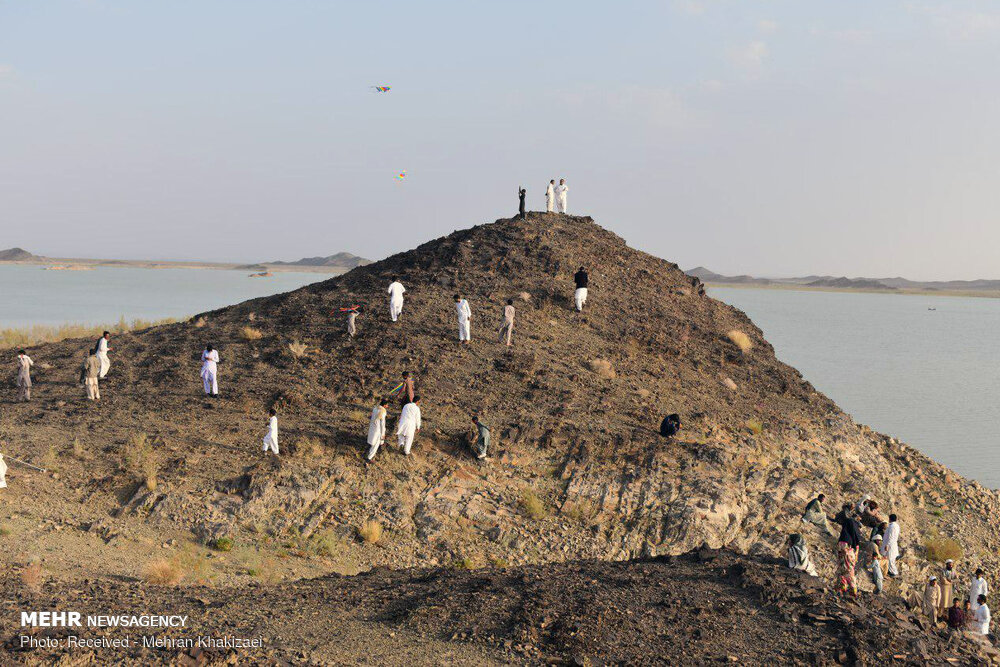
جشنواره ماهیگیری، کوهنوردی و بادبادکها در حاشیه سد